# Приамо делла Кверча

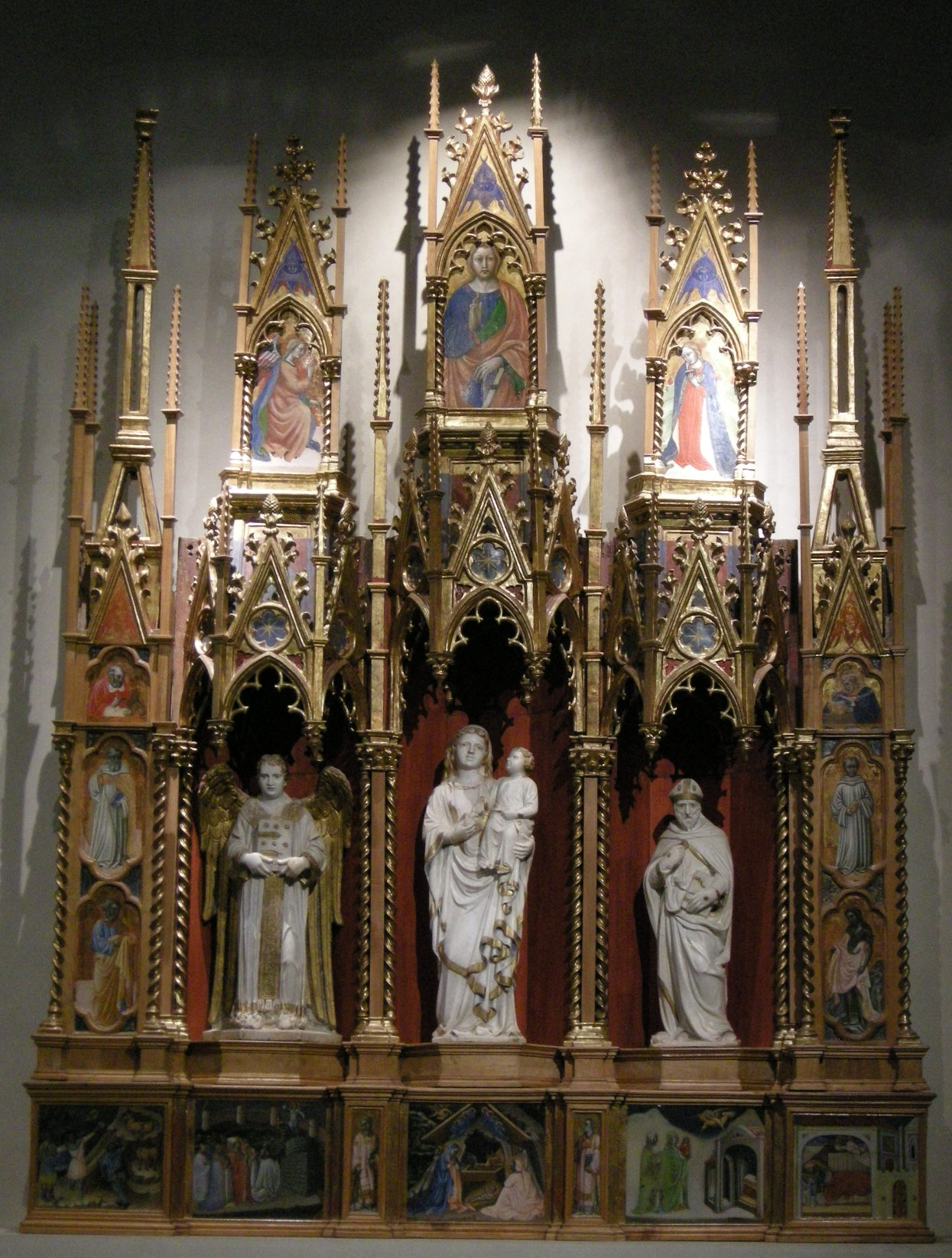
Алтарь-табернакль из церкви святых Михаила и Петра. 1420-е. Музей виллы Гуиниджи, Лукка

Приамо делла Кверча (итал. Priamo della Quercia; ок. 1400, Лукка(?) — ок. 1467, Вольтерра) — итальянский живописец периода кватроченто сиенской школы.

## Биография
Приамо делла Кверча был сыном сиенского скульптора Пьетро д’Анджело и младшим братом знаменитого скульптора Якопо делла Кверча. Дата его рождения неизвестна, но местом рождения, скорее всего, был город Лукка, Тоскана, где, согласно сохранившимся документам, его отец работал с 1387 по 1422 год. Поскольку он числился среди жителей Лукки, предполагают, что его раннее формирование основывалось на изучении готической живописи Лукки и Пизы. В 1426 году имя Приамо зафиксировано в окрестностях города Пьетрасанта (провинция Лукка), где он снимал дом и получил плату за выполнение нескольких картин. Приблизительно в это же время он написал алтарь-табернакль для монастырской церкви святых Михаила и Петра в монастыре делль’Анджело под Луккой (ныне — Музей Вилла Гуиниджи; алтарь был выполнен в 1420-х годах, художник написал в нём Христа—Пантократора, Благовещение, несколько святых по сторонам и пределлу с чудесами Архангела Михаила). В 1428 году художник работал в провинции Лукки, создав полиптих для церкви Сан-Лоренцо в Сегроминьо (позднее утрачен); по одним сведениям Приамо оставил его незаконченным и уехал в Сиену, по другим, он продолжал работать в Лукке до 1432 года. К этому раннему периоду его творчества относят створку от алтаря «Святые Антоний-аббат и Иаков» (1420-е) из коллекции банка Монте-дей-Паски-ди-Сиена, триптих «Распятие со святыми» (частное собрание), «Мадонна с Младенцем», списанная, как полагают, с некоего богемского образца-прототипа (продан на аукционе Сотбис в 1995 г.), «Мадонна с Младенцем и ангелами» (Метрополитен-музей, Нью-Йорк) и трёхчастный алтарь «Мадонна с Младенцем и святыми Урсулой, Архангелом Михаилом, Агатой и Лючией» (Метрополитен-музей, Нью Йорк), написанный в 1442 году для церкви Сан-Микеле под влиянием творчества Таддео ди Бартоло.
Будучи живописцем не самого выдающегося дарования, Приамо дела Кверча благодаря своему старшему и более известному брату Якопо был знаком с лучшими сиенскими художниками. Полагают, что благодаря этим связям он сошёлся с Доменико ди Бартоло и принял участие в росписи Оспедале Санта-Мария делла Скала. Кроме того, его брат скульптор Якопо имел деловые отношения с руководством Оспедале (в 1434 году он был предложен на должность ректора этого богоугодного заведения, но не был избран). Приамо делла Кверча работал там совместно с Доменико ди Бартоло и Лоренцо ди Пьетро (Веккьетта). Поскольку о жизни Приамо сохранилось не так много сведений, его роль в этих росписях не совсем ясна. Некоторые специалисты предполагали, что он там выступал в качестве помощника Доменико ди Бартоло, однако большая сумма, выплаченная Приамо за эту работу, расходится с таким предположением. Документы сообщают, что им была расписана восточная стена, на которой он оставил одну единственную фреску «Агостино Новелло назначает первого ректора». Событие, давшее повод для сюжета фрески, произошло в начале XIV века, когда монах-августинец Агостино Новелло назначил первого ректора Оспедале. На фреске изображена большая арка, декорированная ветвями вьющегося винограда и путти, в нижних нишах арки — рельефы с изображениями Адама и Евы. Пространство фрески поделено вглубь тремя арками, эти три образовавшихся пространства символизируют разные степени христианского милосердия. На переднем плане монах Агостино благословляет на праведные труды стоящего перед ним на коленях ректора. В этой фреске художник отходит от условного языка интернациональной готики, который был присущ его ранним произведениям, тем не менее жизнеподобие человеческих фигур у Приамо получалось заметно хуже, и в сравнении с расположенными рядом фресками Доменико ди Бартоло и его работа выглядит весьма скромно.
В 1440 году, когда Приамо только приступал к работе над этими фресками (закончил и получил плату, согласно имеющимся документам, в 1442 году), он получил заказ на роспись главного алтаря в церкви Святого Михаила Архангела в Вольтерре (утрачен). В этом городе Приамо будет работать большую часть оставшихся лет. В 1445 году он создал там триптих для Догана-дель-Зале (управление налогов на соль; ныне произведение хранится в Оратории святого Антония-аббата). Среди работ, выполненных в Вольтерре: «Святой Бернардин во славе» написанная для Палаццо- деи-Приори (Пинакотека, Вольтерра), небольшая икона «Мадонна с Младенцем и святыми Иаковом и Виктором» из Оспедале Санта-Мария-Маддалена (имеет дату: 1450; Пинакотека, Вольтерра), и «Мадонна с Младенцем, святыми Ансаном и Октавианом» написанная для трибунала (суда) (Пинакотека, Вольтерра).
В 1453 году Приамо отмечен в Сиене, но в 1467 году он вновь появляется в документах Вольтерры, хотя, ни один из этих документов не имеет отношения к его творчеству.
Кроме перечисленных произведений Примо делла Кверча приписывают фрески в капелле «Встречи Марии и Елизаветы» за Флорентийскими воротами (Порта-Фьорентина в Вольтерре). На фресках изображены «Мадонна с Младенцем и Николаем Толентинским во славе», «Бог Отец, ангелы и святые Антоний-аббат, Виктор (?), Иероним (?) и Антоний Падуанский». Фрески, вероятно, были выполнены около 1446 года, когда Николай Толентинский был канонизирован. Эту атрибуцию поддерживают Энцо Карли и Франко Лесси.
Миллард Мисс приписал Приамо авторство миниатюр в «Божественной комедии» Данте, принадлежавшей Йейтсу Томпсону (Британская библиотека, Лондон), однако эта, сделанная в 1964 году, атрибуция стала предметом дискуссий, и оспаривается другими экспертами (Джон Поуп-Хенесси считает их автором Веккьетту; Джульетта Келацци Дини полагает, что они принадлежат руке Николы ди Улиссе).

## Галерея

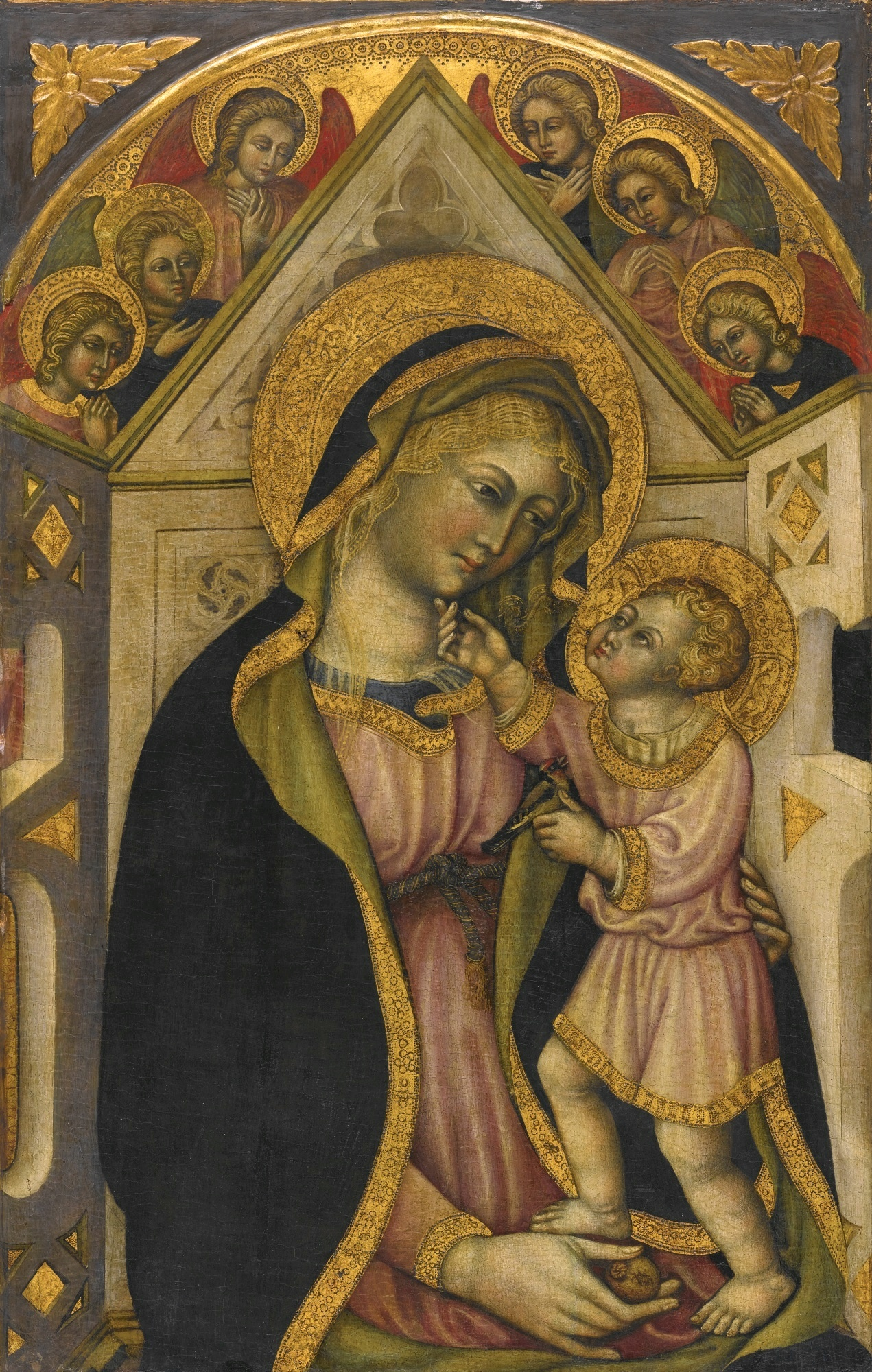
Мадонна с Младенцем и ангелами. 1430—1440. Дерево, темпера. Метрополитен-музей, Нью-Йорк
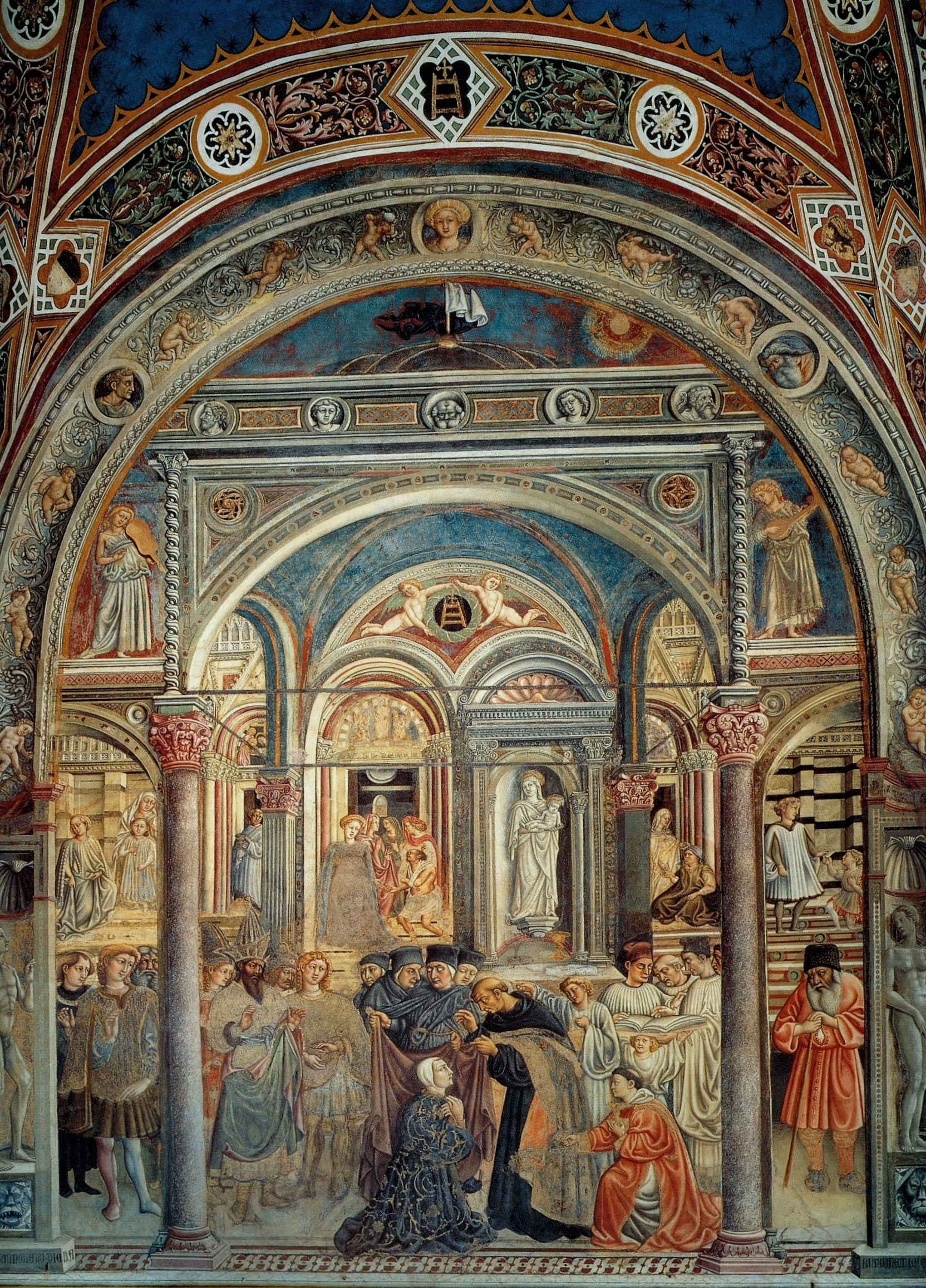
Агостино Новелло назначает первого ректора. 1440—1444. Фреска. Оспедале Санта-Мария делла Скала, Сиена
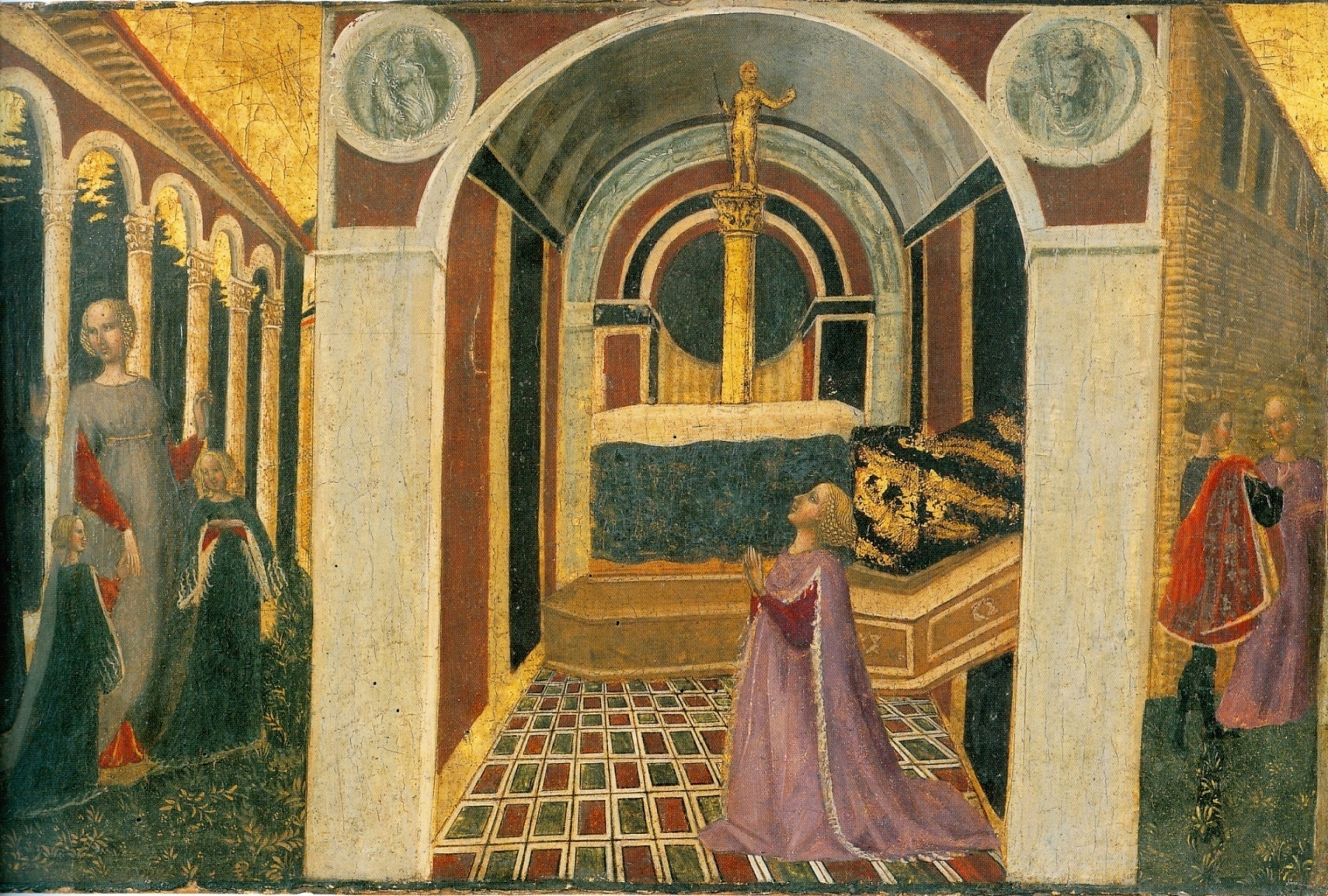
Роспись кассоне. Начало 1440-х. Музей искусства, Филадельфия
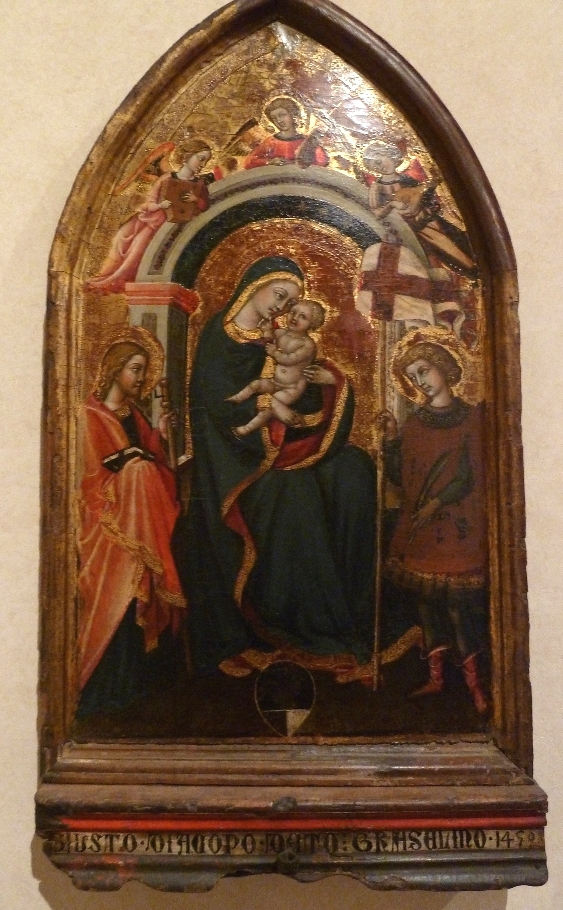
Мадонна с Младенцем и святыми Иаковом и Виктором. 1450. Дерево, темпера. Пинакотека, Вольтерра
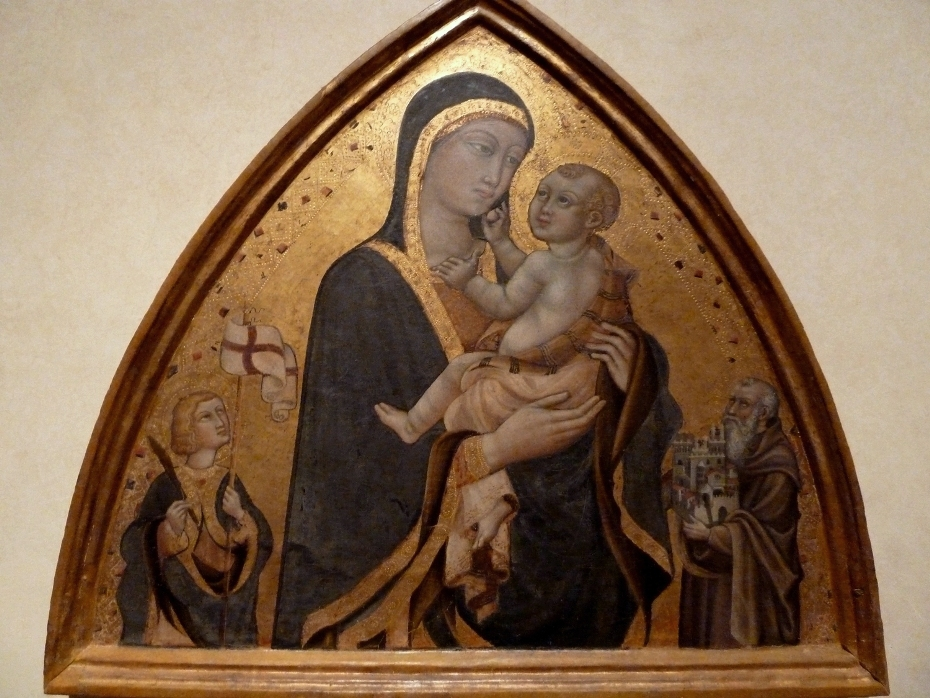
Мадонна с Младенцем и святыми Ансаном и Октавианом. 1450-е. Пинакотека, Вольтерра
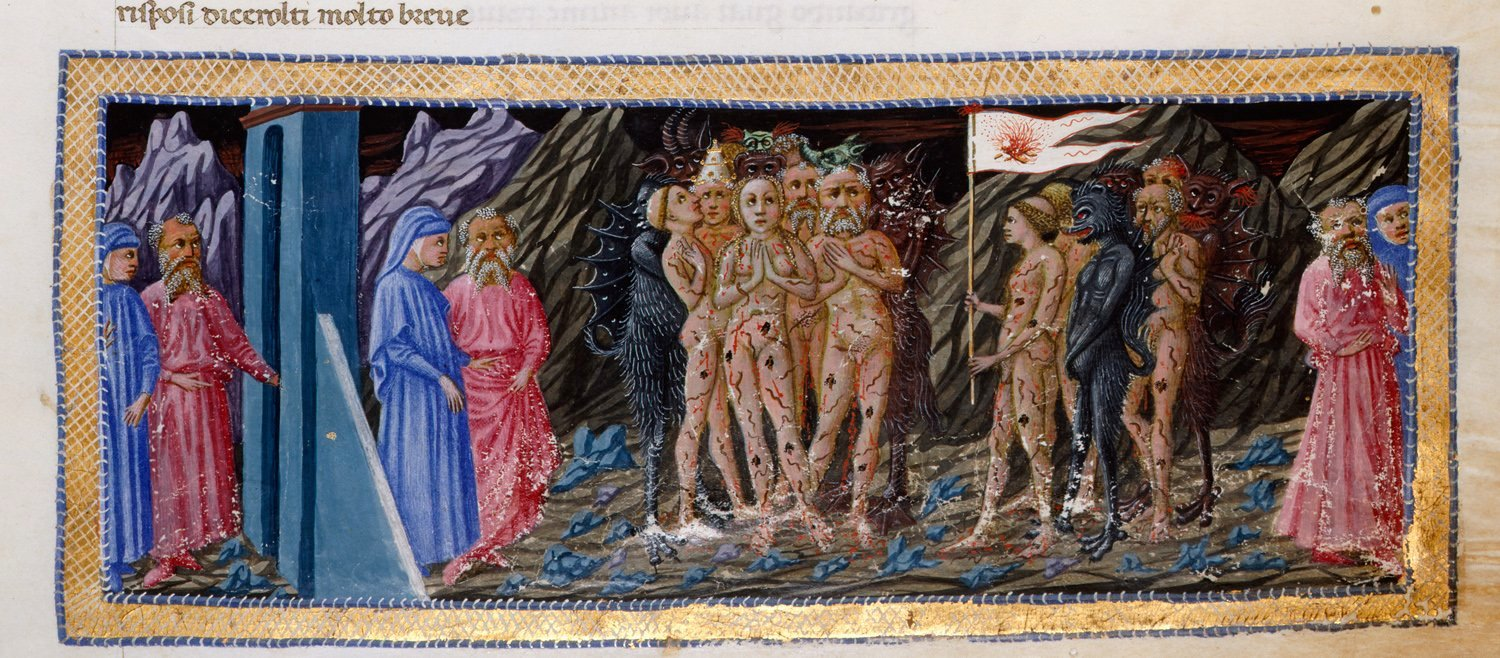
Вергилий и Данте в чистилище. Между 1444 и 1450. Миниатюра к «Божественной комедии» Данте. Британская библиотека, Лондон